# American Psycho (roman)
Pour les articles homonymes, voir American Psycho.
American Psycho (titre original : American Psycho) est un roman de Bret Easton Ellis, paru en 1991.
Ce roman a été adapté au cinéma en 2000 avec le film American Psycho.

## Genèse du livre
Dans une interview de 2019, l'auteur Bret Easton Ellis avoue : « Chacun de mes livres est, en ce sens, autobiographique : il reflète les épreuves que je traverse et m’aide à les surmonter. Je ne l’ai pas toujours avoué : quand American Psycho est paru, j’ai dit que le roman parlait de mon père, du capitalisme, des années Reagan, mais j’étais trop timide pour confesser que c’était avant tout un livre sur moi ». Dans son essai autobiographique White, il précise qu'au moment de l'écriture, il réalisait déjà qu'il était en train de dépeindre « une version cauchemardesque de (lui)-même ».
Dans une interview de 2016, il indiquait déjà à propos de ce roman : « J’avais publié deux romans, j’étais jeune, riche et célèbre. Pourquoi me sentais-je si insatisfait ? En fait j’étais écœuré par le reaganisme triomphant, les valeurs et le mode de vie des yuppies, et à travers American Psycho, j’ai pu exprimer mon dégoût. Mes émotions se sont incarnées en Patrick Bateman comme en Clay auparavant. Glamorama, lui, est né du trop-plein de célébrité subi après la controverse suscitée par American Psycho ».

## Résumé
Le roman raconte l'histoire de Patrick Bateman, un flamboyant conseiller en gestion de patrimoine de Wall Street âgé de 27 ans qui travaille chez Pierce & Pierce à la fin des années 1980.
Bateman est beau, riche et intelligent, comme tous ses amis. Il prend soin de son corps, fréquente les meilleurs clubs et restaurants de la ville (où il est impossible d'obtenir une réservation si on n'est pas quelqu'un), collectionne les cartes de visite somptueusement décorées, les costumes de stylistes renommés (tels Paul Smith, Ralph Lauren, Kenzo ou Valentino), va dans les boîtes de nuit branchées (où il écoute avec ravissement les tubes d'INXS qui le fascinent) et sniffe de temps en temps une ligne de coke, comme tout bon yuppie. Il évoque souvent son travail (ainsi que celui de ses collègues et amis), mais à chaque fois qu'il est à son bureau, on ne le voit pas faire grand chose. Profondément préoccupé par son apparence personnelle, Bateman donne une description détaillée de son régime de beauté quotidien ainsi que de ses repas, la plupart du temps sophistiqués.
Cependant, la vie parfaite de Patrick Bateman cache une autre réalité, sordide celle-là : celle d'un psychopathe, ou d'un schizophrène qui s'imagine psychopathe. À l'abri dans son appartement hors de prix, au milieu de ses gadgets dernier cri et de ses meubles en matériaux précieux, Bateman tue, décapite, égorge, viole. Il se montre violent lors de ses rapports sexuels avec ses amantes et prostituées, qu'il torture et assassine ensuite. Sa haine des animaux, des pauvres, des étrangers (les Européens notamment), des homosexuels et des femmes est illimitée, et seul son humour froid conserve une trace d'humanité.
Le courant de conscience de Bateman est parfois interrompu par des chapitres dans lesquels il s’adresse directement au lecteur, afin de critiquer le travail des artistes de la musique pop-rock des années 1980 (comme, notamment, le groupe Genesis période Phil Collins ou Huey Lewis and the News). Par ailleurs, le roman maintient un haut niveau d'ambiguïté par le biais d'identités erronées et de contradictions, introduisant la possibilité que Bateman soit un narrateur peu fiable. En effet, les personnages sont systématiquement présentés comme étant des personnes autres qu'elles-mêmes, les différents protagonistes se disputant sur l'identité des personnes qu'ils croisent dans les restaurants ou les soirées auxquelles ils participent.
Le roman décrit ainsi de manière très progressive la véritable nature de Patrick Bateman, sans jamais vraiment s'attarder sur les événements à l'origine de ses pulsions destructrices. On sent la folie du personnage augmenter de manière exponentielle, au fil des pages : le récit, raconté à la première personne, accumule de plus en plus d'hallucinations, d'incohérences, de passages de délire pur et l'on peut sérieusement se demander, à la fin du livre, si Bateman ne vit pas uniquement ses meurtres dans sa tête.
Après avoir tué l'un de ses collègues, Paul Owen (par jalousie, car Owen gère le prestigieux portefeuille Fisher), Bateman s'empare de l'appartement de ce dernier pour héberger et tuer d'autres victimes. Le contrôle de Bateman sur ses pulsions violentes se détériore ensuite. Ses assassinats deviennent de plus en plus sadiques et complexes, passant d’une simple agression à une longue séquence de viols, de tortures, de mutilations, de cannibalisme et de nécrophilie. Dans ses conversations informelles avec ses amis, il insère des histoires parlant de tueurs en série et, à plusieurs reprises, avoue ouvertement ses activités meurtrières à ses collègues de travail qui cependant ne le prennent jamais au sérieux, car n'entendant pas ce qu'il dit ou ne le comprenant pas complètement.
Les actes psychopathes de Bateman aboutissent finalement à une fusillade au cours de laquelle il tue plusieurs personnes au hasard dans la rue, entraînant l'envoi d'une équipe SWAT en hélicoptère. Cet épisode narratif voit la perspective de Bateman passer de la première personne à la troisième personne, les événements ultérieurs étant décrits en termes de représentation cinématographique. Après la fusillade, Bateman s'enfuit à pied et se cache dans son bureau où il appelle son avocat, Harold Carnes, et confesse tous ses crimes sur son répondeur.
Plus tard, Bateman retourne à l'appartement de Paul Owen où il avait précédemment tué et mutilé gravement deux prostituées, portant un masque chirurgical en prévision des corps en décomposition qu'il s'attend à retrouver. Mais, quand il entre dans l'appartement, celui-ci est parfaitement propre et remis à neuf, rempli de fleurs à forte fragrance, peut-être pour dissimuler une mauvaise odeur. Il rencontre l'agent immobilier qui voit son masque chirurgical, ce dernier le démasquant lorsque Bateman affirme qu'il est venu visiter l'appartement après avoir lu une « annonce dans le Times » (alors qu'il n'a eu aucune annonce de ce genre). L'agent immobilier lui dit de partir et de ne jamais revenir.
Par la suite, l'état mental de Bateman continue de se détériorer. Il commence à avoir des hallucinations bizarres, telles que voir un Cheerio interviewé lors d'un débat télévisé, être traqué par un banc de parc anthropomorphique ou trouver un os dans la barre glacée qu'il est en train de manger.
À la fin de l'histoire, Bateman confronte son avocat Harold Carnes au sujet du message qu'il lui a laissé sur son répondeur, seulement pour trouver l'avocat amusé de ce qu'il considère comme une plaisanterie hilarante. Carnes, qui confond Bateman avec un autre de ses collègues, lui affirme également que le Patrick Bateman qu'il connaît est trop lâche pour commettre de tels actes. À l'apogée du dialogue, Carnes s'oppose à Bateman, lui confiant qu'il est impossible de prétendre qu'il a assassiné Paul Owen parce qu'il a dîné avec ce dernier deux fois à Londres quelques jours auparavant. 
Le livre se termine comme il a commencé, montrant Bateman et ses collègues dans un nouveau club un vendredi soir, engageant une conversation banale. Cependant, un signe typographique est vu à la fin du livre, qui peut se lire comme « Sans issue » (This is not an exit).

## Personnages

### Personnages principaux
- Patrick Bateman – Le narrateur et protagoniste du roman.
- Evelyn Richards – La fiancée supposée de Bateman.
- Timothy Price – Le meilleur ami et collègue de Bateman. Apparaît plus tard à l'adolescence dans le roman de Bret Easton Ellis, Zombies.
- Paul Owen – Un collègue de Bateman que ce dernier assassine ensuite.
- Jean – La secrétaire de Bateman, que Bateman appelle « Jean, ma secrétaire qui est amoureuse de moi. »
- Luis Carruthers – Un collègue de Bateman, éphèbe gay mais « dans le placard »[5], qui est amoureux de Bateman, ce qui dégoûte ce dernier (Patrick étant homophobe).
- Courtney Lawrence – La petite amie, finalement fiancée de Luis Carruthers et qui entretient une liaison avec Bateman.
- Craig McDermott – Un collègue de Bateman, membre d'un quatuor social aux côtés de Bateman, Timothy Price et David Van Patten.
- David Van Patten – Un collègue de Bateman qui fait également partie du groupe social principal de Bateman.

### Personnages secondaires
- « Christie » – Une prostituée, employée et maltraitée par Bateman à plusieurs reprises, avant d'être finalement assassinée d'une manière macabre. C'est Bateman qui la surnomme ainsi ; son vrai nom n'est jamais révélé.
- Elizabeth – Un flirt de Bateman, droguée et contrainte d'avoir des relations sexuelles avec « Christie » avant d'être violemment assassinée elle aussi.
- Marcus Halberstam – Un collègue de Bateman ; Paul Owen confond régulièrement Bateman avec Marcus.
- Donald Kimball – Le détective privé engagé pour enquêter sur la disparition de Paul Owen.
- Alison Poole – Une femme agressée sexuellement et physiquement par Bateman ; personnage créé par un ami de Bret Easton Ellis, Jay McInerney, dans sa nouvelle Story of My Life[6] et basé sur l'ancienne petite amie de McInerney, Rielle Hunter (en) ; réapparaît comme un personnage principal dans le roman d'Ellis Glamorama où elle est impliquée avec le personnage principal, Victor Ward.
- Sean Bateman – Le Frère cadet de Patrick Bateman et aussi le personnage principal du roman d'Ellis, Les Lois de l'attraction. Patrick le méprise.
- Paul Denton – Un ami de Paul Owen, qui apparaît également dans Les Lois de l'attraction où il est peut-être impliqué romantiquement avec le frère de Patrick, Sean Bateman.
- Christopher Armstrong – Un collègue de bureau de Bateman chez Pierce & Pierce.
- Bethany – Une ancienne petite amie de Bateman qui, après un rendez-vous amoureux, est torturée et assassinée par celui-ci.
- Stash – Un ami d'Evelyn Richards, qui est séropositif.
- Vanden – Une amie d'Evelyn de East Village qui prétend fréquenter le Camden College (en), le cadre principal des Lois de l'attraction.
- Al – Un clochard, que Bateman aveugle et défigure avec un couteau.

## Accueil critique
Ce roman provoqua à sa sortie un véritable scandale, en raison de l'extrême violence et de la pornographie présentes dans plusieurs passages. Il fut refusé par l'éditeur Simon & Schuster, qui avait pourtant donné une avance de 300 000 dollars à son auteur, Bret Easton Ellis. En effet, après lecture, l'éditeur préféra abandonner son argent et le manuscrit.[réf. souhaitée]
Publié par Alfred A. Knopf, une autre maison d'édition, le livre se vendit à plusieurs millions d'exemplaires aux États-Unis, puis dans le monde. Bret Easton Ellis dut prendre un garde du corps à la suite de multiples menaces de mort, mais publia son livre dans le reste du monde où le scandale fut considérablement moindre (bien qu'il perde tous ses éditeurs européens qui le laissèrent tomber à l’époque, excepté son éditeur anglais). American Psycho est depuis devenu un best-seller.[réf. souhaitée]

## Autour du livre
- Dans le roman, Patrick Bateman fait un usage intensif du name dropping, citant toutes les marques qu'il voit ou utilise, un style d'écriture dont Bret Easton Ellis s'est fait une spécialité[7],[4].
- Dans son roman Lunar Park, Bret Easton Ellis affirme que le personnage de Patrick Bateman lui a été inspiré par son père.
- En 2011, le roman fait l'objet en français d'un livre audio publié chez les Éditions Thélème, narré par Pierre Tissot.
- Le roman présente de grandes similitudes avec Le Démon, écrit quinze ans plus tôt par Hubert Selby, Jr.[8].
- Le roman se termine sur une scène où Patrick Bateman voit l'indication « Sans issue », métaphore de sa condition dont il se sent prisonnier. Ce passage se trouve traduit dans l'adaptation cinématographique par un monologue intérieur du personnage et l'on peut également voir un panneau sur une porte, se trouvant en arrière-plan, portant la mention : « This is not an exit ».
- Pierre Lemaitre, dans son roman Travail soigné, utilise le double meurtre de Patrick Bateman sur deux jeunes prostituées comme source de l'enquête du commandant Verhoeven.
- L'édition française a gardé le titre anglais original American psycho par référence au film Psycho d'Alfred Hitchcock (Psychose en version française) ; un titre tel que Psychose à Manhattan n'aurait pas trahi la veine horrifique américaine.[réf. nécessaire]